# Bathyraja tunae
Bathyraja tunae is een vissensoort uit de familie van de Arhynchobatidae. De wetenschappelijke naam van de soort is voor het eerst geldig gepubliceerd in 2005 door Stehmann.